# オルガンソナタ第1番 (エルガー)

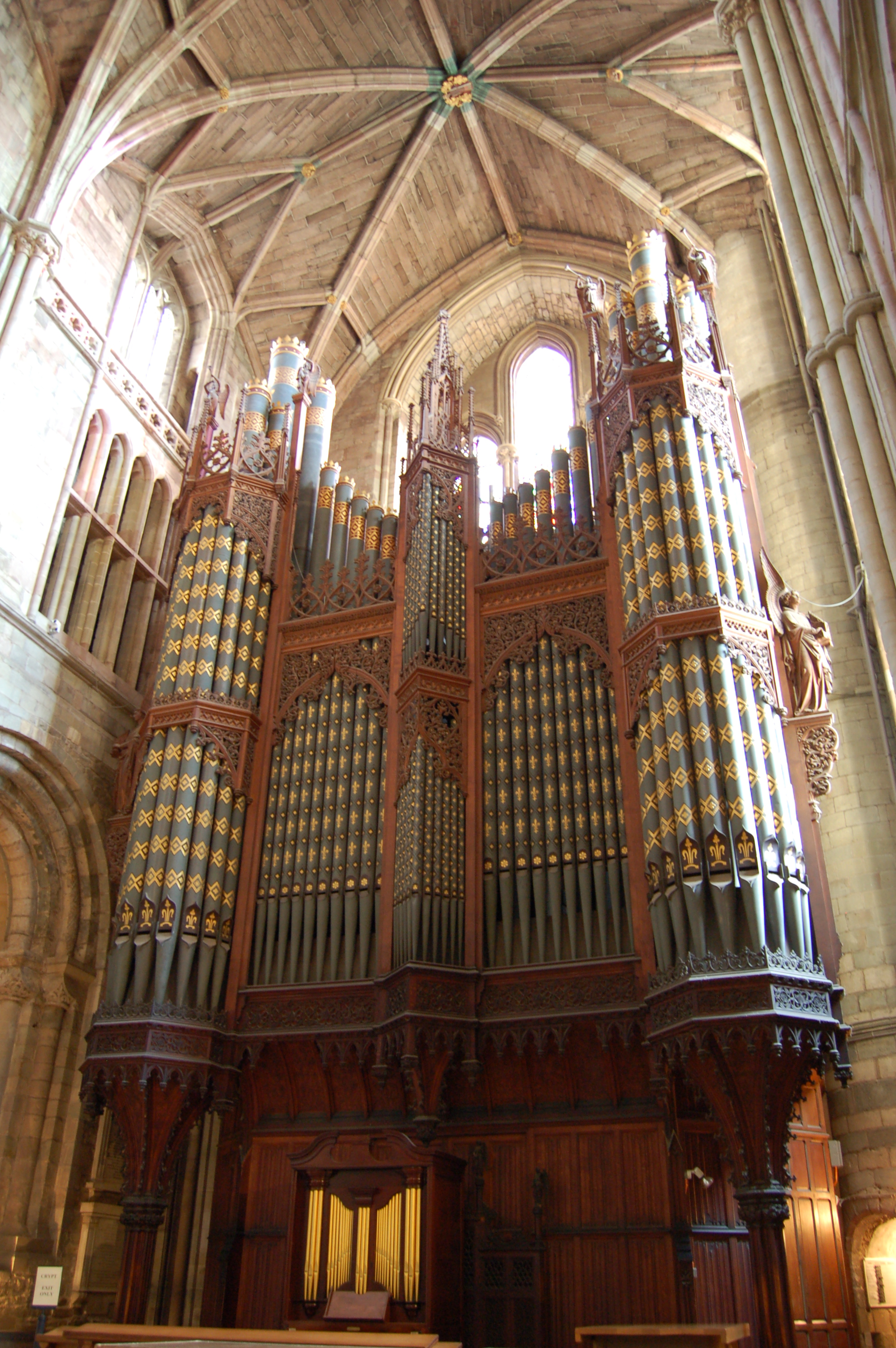
ウスター大聖堂のオルガン。オルガンソナタはこのパイプオルガンを念頭に置いて書かれた。

オルガンソナタ第1番 ト長調 Op.28は、エドワード・エルガーが作曲したオルガンのためのソナタ。

## 概要
1895年7月8日、ウスター大聖堂にアメリカからオルガニストの一団が訪問することになっていた。そこで大聖堂のオルガニストであったヒュー・ブレアは、エルガーに新作の依頼を行った。父がオルガニストだったことも手伝って幼少期からこの楽器に親しみ、自らもオルガニストとして演奏することがあったエルガーの来歴を考慮すると、彼がオルガンの特性をよく理解していたことには疑いの余地がない。『3つのバイエルン舞曲』 Op.27を完成したエルガーは、このソナタに取り掛かることになった。着手から2か月あまりの時間があったものの作曲は捗らず、最後の1週間に大急ぎで仕上げられて楽譜がようやくブレアに手渡されたのは7月3日のことだった。ブレアが曲の予習に割ける時間はわずかしか残されておらず、予定通り7月8日に行われた初演は悲惨な結果となった。初演を聴いていたローザ・バーリーは「哀れなエルガーの作品をひどく台無しにしてしまった彼の演奏からは、彼が曲を勉強していないか、もしくは浅はかな気持ちで行事に臨んでいたかのどちらかであることがわかる。」と書き残している。楽譜はブライトコプフ・ウント・ヘルテル社から出版された。
エルガーの死から10年経った1940年代、ブライトコプフ社から曲に関する権利を取得したBritish & Continental Music Agencies社は、曲の管弦楽編曲を委嘱することを決定した。作曲者の娘と指揮者のエイドリアン・ボールトに相談した結果、この仕事はゴードン・ジェイコブに委託されることになり、完成されたオーケストラ版は1947年6月4日にボールトの指揮で初演された。この編曲はその後数十年にわたって顧みられることはなかったが、1988年にヴァーノン・ハンドリーがロイヤル・リヴァプール・フィルハーモニー管弦楽団と録音して復活させた。この録音の触れ込みには「ジェイコブの思いやりに満ちた編曲により、この版はエルガーの交響曲第0番といえよう」とあったものの、アンソニー・ペインが補筆完成した交響曲第3番に比べると、その後の録音に恵まれているとは言い難い。2007年にはリチャード・ヒコックスとBBCウェールズ交響楽団もこの版の録音を行っている。管弦楽編曲としては他にも、ジョン・モリソン（1936年生、エルガー協会メンバー）がジェイコブ編曲の存在を知らずに制作した版が存在する。
曲はエルガーの擁護者だったチャールズ・スウィナートン・ヒープへと献呈されている。アイヴァー・アトキンスは1930年にブラスバンド大会の課題曲として作曲された『セヴァーン組曲』を編曲し、オルガンソナタ第2番とした。

## 演奏時間
26-30分

## 楽曲構成
4楽章制である。当初の構想では第2楽章と第3楽章は逆の順番となっていた。

### 第1楽章
アレグロ・マエストーソ 3/4拍子 ト長調
ソナタ形式。序奏はなく、第1主題の提示に開始する（譜例1）。この主題とカンタータ『黒騎士』の開始主題には類似性が指摘されており、またヘンデルのオラトリオ『メサイア』と関連するという指摘もある。

譜例1
経過主題を挟んで拍子を9/8拍子に移すと第2主題が出される（譜例2）。

譜例2
展開部では3/4拍子に戻り、まず譜例1と経過主題が組み合わされて対位法的に展開される。ト短調で新しい素材も出されるが、まもなく再現部となり第1主題、経過主題、第2主題が再現される。最後は力強いコーダを経て、第1主題の響きの中に堂々と楽章を終える。

### 第2楽章
アレグレット 4/8拍子 ト短調
三部形式の間奏曲であり、全曲中で最初に完成された楽章。静かに降りてくる高音の装飾的な音型に続き、短いフレーズから成る主題が現れる（譜例3）。この主題は楽章が進むにしたがって全容を現していく。

譜例3
再び落ち着くと2倍の速度となり中間部に入る。ハ長調の中間部では中声部に譜例4の主題が歌われる。

譜例4
譜例3が再び現れた後、しばし歌われると弱音に収まっていき、アタッカで次の楽章へと連結される。

### 第3楽章
アンダンティーノ・エスプレッシーヴォ 2/4拍子 変ロ長調
後年のヴァイオリン協奏曲や交響曲の緩徐楽章を予感させる、美しい音楽が聞かれる。この楽章の主要主題はエルガーが書き溜めていたスケッチブックの素材から採られている。変ロ長調を導く2小節の導入に続いて、息の長い旋律が歌われる（譜例5）。

譜例5
嬰ヘ長調へと移されると、譜例6に示す旋律が静かに奏でられる。

譜例6
譜例6はそのまま熱を帯びていき、フォルテッシモのクライマックスを形成する。その後、静けさを取り戻して譜例5と譜例6がともに変ロ長調で再現され、最後は両主題を組み合わせたコーダとなり静かに終わりを迎える。なお、エルガーの初期構想には譜例5によるクライマックスを含む16小節が含まれていたが、これは完成稿からは削除されている。

### 第4楽章
プレスト （コモド） 2/4拍子 ト短調
ソナタ形式。音楽評論家のマイケル・ケネディは、この楽章の演奏を成功させるためにはオルガニストに強靭な精神領と体力が必要であると考えた。楽章はせわしない主題で開始する（譜例7）。

譜例7
対照的に第2主題は軽やかな歩みを見せる（譜例8）。

譜例8
このまま大きく盛り上がりを築き、静けさを取り戻すと展開部となる。展開部の開始を告げるのは第3楽章の主題である譜例5である。展開部では譜例7のリズムなどが扱われるが、落ち着いたまま進行して再現部となる。ト短調の譜例7、ト長調となった譜例8が順次再現されて興奮の度を増していくと、高らかに奏される譜例9がコーダの開始を告げる。譜例9もやはり譜例5を拡大したものである。

譜例9
譜例7、譜例8を盛り込んだ2ページのコーダを一気に駆け抜けると、朗々と響きわたるト音の中に全曲の幕を下ろす。

## 注・出典
注釈
1. ↑  エルガー自身は草稿に「6月28日、午後9時。ソナタ完成:7月3日、午後1時（一週間の仕事）」と書き入れている[1][5]
。
2. ↑  足鍵盤譜表3小節目、3拍目のd音は続く同音へタイで繋がれる。
3. ↑  下譜表、1小節目のd音は続く同音へのタイとなる。
4. ↑  描画の都合により、1小節目に表示されていないタイが2か所ある。
5. ↑  最上段、2小節目、2拍目のg音は続く同音へのタイとなる。

出典
1. 1 2 3 4 5 6 7 8 9 10 11 12 13 14 15 16  “Elgar: Enigma Variations, Organ Sonata, CDA67363” (PDF).  Hyperion Records. 2014年7月13日閲覧。
2. 1 2 3 4 5 6 7 8 9  “Elgar: Symphony No.1, Organ Sonata, CHSA5049” (PDF).  CHANDOS. 2014年7月13日閲覧。
3. 1 2  “English Organ Music, Vol. 1, 8.550582”.  NAXOS. 2014年7月13日閲覧。
4. 1 2 3  Reisig, Wayne. オルガンソナタ第1番 - オールミュージック. 2014年7月15日閲覧。
5. ↑  “The Elgar Apostle, Q&A on Elgar music”. 2014年7月16日閲覧。
6. 1 2  “Score, Elgar: Organ Sonata” (PDF).  Breitkopf & Härtel, Leipzig (1896年). 2014年7月13日閲覧。
7. ↑  Kennedy, Michael, Portrait of Elgar (3rd edition), Oxford, OUP, 1987)